# Sargus beppui
Sargus beppui är en tvåvingeart som beskrevs av Akira Nagatomi 1990. Sargus beppui ingår i släktet Sargus och familjen vapenflugor. Inga underarter finns listade i Catalogue of Life.